# Oleg Drobnickij
Oleg Grigorjevič Drobnickij (rusky Олег Григорьевич Дробницкий; 18. ledna 1933 Mytišči, Moskevská oblast – 3. března 1973) byl sovětský filosof a vysokoškolský pedagog, doktor filosofických věd.

## Život
Absolvoval Filozofickou fakultu Lomonosovovy univerzity v roce 1957 a v letech 1963–1973 byl vědeckým pracovníkem Filozofického ústavu Akademie věd SSSR v Moskvě. Zabýval se především marxistickou etikou. Ve svých 40 letech zahynul při letecké nehodě.

## Publikace
Napsal řadu knih, z nichž mnohé se staly klasikou sovětské etické literatury.
- Понятие морали. М.: Наука. 1974. 388 с. Перепечатано: Моральная философия: Избранные труды / Сост. Р. Г. Апресян. М.: Гардарики, 2002. С. 11–344.
- Краткий словарь по этике / Общ. ред. О.Г.Дробницкого, И.С.Кона. М.: Политиздат, 1965. 543 с.
- Краткий словарь по этике / Общ. ред. О.Г.Дробницкого, И.С.Кона. 2-е изд. М.: Политиздат, 1970. 398 с.

Překlady do slovenštiny
- DROBNICKIJ, O. G. Pojem morálky (původním názvem: Понятие морали). Překlad : z ruského originálu preložila Zdena Hlávková. 1. vyd. Bratislava: Pravda, 1980. 491 s.